# Caesarsboom
Caesarsboom (Caesarův strom) je velmi starý strom. Přesné stáří je neznámé, ale údajně je více než 2000 let starý. Strom roste ve městě Lo, což je část obce Lo-Reninge, v provincii Západní Flandry v Belgii. Jedná se o tis červený (Taxus baccata). Strom je národním památným stromem Belgie.
Podle prastaré místní legendy se Julius Caesar během vojenské výpravy do Británie roku 55 př. Kr. zastavil u tohoto stromu, uvázal k němu svého koně a odpočinul si pod tímto stromem. Navzdory tomu, že okolo tohoto stromu vedla římská cesta, je nepravděpodobné, že tudy Julius Caesar procházel.
Strom roste vedle poslední zachovalé městské brány. Vedle této také existovaly další tři. Tyto brány pocházely z období středověku ze 14. století a byly obnoveny v letech 1852 a 1991. Strom stojí nedaleko domu zvaného "Het Damberd" (Šachovnicový dům), který je podle písemných zmínek z roku 1499 nejstarší pivovar, který ve městě Lo existoval.